# Landkreis Schmalkalden-Meiningen
Landkreis Schmalkalden-Meiningen er en landkreis i den vestlige del af Thüringen. Mod nordvest grænser landkredsen op mod Wartburgkreis. Derefter (med uret) mod Landkreis Gotha, Ilm-Kreis, den kredsfrie by Suhl, Landkreis Hildburghausen. Mod syd grænser landkreisen op mod Landkreis Rhön-Grabfeld i Bayern. Mod vest er naboen Landkreis Fulda i Hessen.
Mellem 1360 og 1944 var Landkreis Herrschaft Schmalkalden en del af Hessen (Hessen-Kassel). Den nuværende landkreis blev oprettet i 1994.  
50°38′N 10°24′Ø / 50.633°N 10.400°Ø